# 1925
Évszázadok: 19. század – 20. század – 21. század
Évtizedek: 1870-es évek – 1880-as évek – 1890-es évek – 1900-as évek – 1910-es évek – 1920-as évek – 1930-as évek – 1940-es évek – 1950-es évek – 1960-as évek – 1970-es évek
Évek: 1920 – 1921 – 1922 – 1923 –  1924 – 1925 – 1926 – 1927 – 1928 – 1929 – 1930

## Események
- január 1.
  - Jugoszláviában felfüggesztik a Horvát Parasztpárt (HPP) legalitását, s több vezetőjét ismételten letartóztatják.[1]
  - Magyarországon új vámrendszer lép életbe, amely a háború előttinél lényegesen magasabb vámtételekkel védi a hazai ipart.[2]
- január 7. – Budapesten Léderer Gusztáv csendőrfőhadnagy és felesége, Lédererné Schwartz Mária („Mici”) brutálisan meggyilkolja Kodelka Ferenc hentesmestert.
- január 21. – A A nemzetgyűlés köztársasággá nyilvánítja Albániát.[3]
- január 22. – A Ma Este hetilapban megjelent az első magyar „keresztszórejtvény”, melynek szerzője Kristóf Károly.
- január 31. – Egert és környékét 5,0-ös erősségű földrengés rázza meg.
- február 8. – A jugoszláviai választások a kormánypártok szerény győzelmével zárulnak.[1]
- február 10. – Prágában a drágaság ellen tüntetnek.[4]
- február 25. – A román ortodox egyház patriarkátussá alakul.[5]
- február 27. – Adolf Hitler újjáalakítja a Nemzetiszocialista Német Munkáspártot (Nationalsozialistische Deutsche Arbeiterpartei – NSDAP).[6]
- március 7. – Elfogadják Albánia alkotmányát.[5]
- március 27. – A HPP elismeri a szerb–horvát–szlovén – úgynevezett vidovdani – alkotmányt, majd belép a radikálisok vezette kormányba.[7]
- március 30. – Nyolc napig tartó bányászsztrájk Csehszlovákiában, az ostravai szénvidéken.[4]
- április 14. – Bolgár kommunista aktivisták megölik Konsztantin Georgiev tábornokot, és sikertelen merényletet követnek el III. Borisz cár ellen.[8]
- április 16. – Konsztantin Georgiev tábornok temetésén a kommunisták bombamerényletet hajtanak végre a szófiai Szv. Nedela-katedrálisban. A kormány hadiállapotot rendel el.[8]
- április 23. – Csehszlovák-lengyel likvidációs, döntőbírói és kereskedelmi szerződést írnak alá.[4]
- április 26. – Németországban az elnökválasztás második fordulójában Paul von Hindenburg győz a szavazatok 48,3%-ával.[9]
- május 4–12. – A kisantant országok tanácskozása, melyen a Párizs környéki békeszerződések megváltoztathatatlansága mellett foglalnak állást.
- május 11. – Németországban Paul von Hindenburg felesküszik a birodalom alkotmányára.[10]
- május 17. – Károlyi Mihály Párizsba költözik és átveszi az Emberi Jogok Ligájának vezetését.[11]
- május 21–22. – Helyhatósági választások Magyarországon.[12]
- május 27. – Bulgáriában kivégzik Szv. Nedela-katedrálisbeli merénylet elkövetőit; ez az utolsó nyilvános kivégzés Európában.[13]
- június 15. – A német birodalmi gazdasági miniszter megszünteti a lengyel szén importját („szénkorlátozás”), mire a lengyel kormány csökkenti a behozatalt Németországból. (Megkezdődik az 1934-ig tartó német-lengyel vámháború, melynek célja, hogy a németek Lengyelországot gazdasági válságba juttassák.)[14]
- július 7. – A hivatalos állami Husz János-megemlékezések miatt megromlik a viszony a Vatikán és Csehszlovákia között. (Francesco Marmaggi pápai nuncius elhagyja Prágát.)[4]
- július 16. – A Szerb–Horvát–Szlovén Királyságban Nikola Pašić új kormányt alakít, amelyben részt vesz a HPP is. (Pavle Radić – a pártelnök, Stjepan Radić unokaöccse – földművelési miniszter, novembertől S. Radić közoktatási miniszter.)[15]
- július 18. – Megjelenik a Mein Kampf első kiadása. (Az első kötet 10 000 példányban került ki a nyomdából, míg a másodikra 1926 karácsonyáig kellett várni.)[16]
- július 20. – Olaszország és Jugoszlávia aláírja a nettunói konvenciót.[17]
- augusztus 6–10. – Károlyi Mihály Bécsben a Kommunisták Magyarországi Pártja (KMP) vezetőivel, Kun Bélával és Landler Jenővel tárgyal az együttműködésről.[11]
- szeptember 11. – Megnyílik Hamburgban a Volksparkstadion.
- október 12. – Antonín Švehla vezetésével új csehszlovák kormány alakul. (A kormányban szerepet vállal a német kisgazda és a német keresztényszocialista párt is.)[4]
- október 28.  Törökország és a Szerb–Horvát–Szlovén Királyság béke- és barátsági szerződést köt; ezzel véget ér a két ország között 1914 októbere óta fennálló hadiállapot.[18]
- november 1. Beiktatják Miron Cristeát, a román ortodox egyház első pátriárkáját.[5]
- november 13. – Lemond hivataláról Władysław Grabski lengyel miniszterelnök.[19] (Helyét gróf Aleksander Skrzyński vette át.)[14]
- december 1.
  - Londonban aláírják a a Német Birodalom nyugati határainak garantálásáról és a nemzetközi döntőbíráskodásról szóló locarnói egyezményt.[20]
  - Magyarországon megindulnak a rendszeres rádióközvetítések; ekkor tizenhatezer készülék volt az országban.[21]
- december 19. – A holland rendőrség nyilvánosságra hozza, hogy három magyar férfit letartóztattak hamis pénz birtoklásáért. (Kirobban a frankhamisítási botrány.)
- december 28. – Elfogadják az elsősorban a német nagybirtok ellen irányuló új földtörvényt Lengyelországban.[14]
- december 31. – A román Koronatanács elfogadja Károly trónörökös lemondását a trónról, és négy éves fiát, Mihályt nyilvánítja trónörökössé.[22]

## Az év témái

### 1925 a filmművészetben
- Ebben az évben jegyezteti be Vladimir K. Zworykin a színes tv szabadalmát.
- Greta Garbo az Amerikai Egyesült Államokba költözik.
- március – Eizenstein elkezdi a Patyomkin páncélos forgatását.
- június 13. – Charles Francis Jenkins első szinkronizált, azaz kép és hang egyidejű közvetítésére alkalmas, 48 soros, mechanikus készülékével tíz perces adást közvetít: egy miniatűr, mozgó szélmalom képe volt látható.
- június 25. – A Warner testvérek a hangtűs eljárást fejlesztik, s ezt vitafonnak nevezik el.
- augusztus 24. – A magyar népjóléti minisztérium kibocsátja a Filmipari Alapról szóló rendeletét. A forgalmazók minden harmincadik külföldi film után kötelesek egy magyar film forgatását finanszírozni.
- szeptember 17. – Berlinben megjelenik az első Ufa híradó.
- Ben-Hur, főszereplő Ramon Novarro
- The Big Parade, rendező King Vidor, főszereplő John Gilbert és Renée Adorée
- The Eagle, főszereplő Rudolph Valentino
- The Freshman, főszereplő Harold Lloyd
- Go West, főszereplő Buster Keaton
- The Merry Widow, főszereplő Mae Murray, rendezte Erich von Stroheim
- Forgács Antal – Az elhagyottak
- Gaál Béla – Rongyosok

### 1925 az irodalomban
- József Attila: Nem én kiáltok
- Babits Mihály: Sziget és tenger
- Kodolányi János: Szép Zsuzska, Börtön (első regényei)

### 1925 a sportban
- Milánóban megrendezik az első Birkózó Európa-bajnokságot. Az első magyar Európa-bajnokok: Magyar Armand, Németh Jenő és Keresztes Lajos.
- Az MTK nyeri az NB1-et. Ez a klub 12. bajnoki címe.
- Megrendezik az első Tour de Hongrie kerékpárversenyt 1925. Június 27.-29. között. Az 510 kilométeres, „háromnapos dunántúli kerékpáros körversenyt” Jerzsabek Károly (MTK) nyerte.
- Szeptember 11. – Megnyílik Hamburgban a Volksparkstadion.

### 1925 a tudományban
- február: Raymond Dart Taung 1 számú leletéről írott Nature-beli cikkével több évtizedes tudományos vita indul, megtalálták-e az ember és a majom közti láncszemet; majmok voltak-e az Australopithecusok, vagy emberfélék?

### 1925 a zenében
- Székely Zoltán elkészíti a hegedű-zongora átiratot a Bartók: Román népi táncokból.
- A csodálatos mandarin bemutatója Kölnben.

## Születések
- január 1.
  - Matthew „Stymie” Beard amerikai gyermekszínész († 1981)
  - Sárosi Bálint Széchenyi-díjas magyar népzenekutató († 2022)
- január 3. – Cselőtei László magyar kertészmérnök, egyetemi tanár († 2012)
- január 7. – Gerald Durrell természettudós, állatkerti gondozó, író, televíziós műsorkészítő († 1995)
- január 9. – Lee van Cleef amerikai színész († 1989)
- január 16. – Inke László Jászai Mari-díjas magyar színész († 1992)
- január 21. – Vargha Kálmán magyar irodalomtörténész, kritikus, bibliográfus († 1988)
- január 22. – Klein Éva (Eva Klein) magyar származású svéd sejtbiológus, immunológus, az MTA tagja († 2025)
- január 26. – Paul Newman Oscar-díjas amerikai színész († 2008)
- január 29. – Kemény Henrik Kossuth-díjas magyar bábszínész († 2011)
- február 8. – Jack Lemmon kétszeres Oscar-díjas amerikai színész († 2001)
- február 10. – Szirtes Ádám Kossuth-díjas magyar színművész († 1989)
- február 18. – George Kennedy Oscar-díjas amerikai színművész († 2016)
- február 20. – Robert Altman amerikai filmrendező († 2006)
- március 6. – Kálmán György Kossuth-díjas magyar színművész († 1989)
- március 21. – Peter Brook angol színházi és filmrendező († 2022)
- március 24. – Józsa Tivadar magyar belgyógyász szakorvos, költő, író, szociográfus, műgyűjtő († 2022)
- március 28. – Csuvik Oszkár magyar vízilabdázó, úszó († 2008)
- április 4. – Spira György magyar történész († 2007)
- április 14. – Rod Steiger Oscar-díjas amerikai színész († 2002)
- április 23. – Rapcsányi László magyar ügyvéd, író, újságíró, szerkesztő († 2013)
- május 4. – Buzánszky Jenő magyar labdarúgó, a nemzet sportolója († 2015)
- május 5. – Vlagyimir Fjodorovics Vavilov orosz gitár- és lantművész, zeneszerző († 1973)
- május 10. – Kardos G. György magyar író († 1997)
- május 14.
  - Nemeskürty István Széchenyi-díjas magyar író, irodalom-, és filmtörténész († 2015)
  - Júvál Neemán izraeli fizikus és politikus († 2006)
- május 16. – Novák Ilona olimpiai bajnok úszó († 2019)
- június 2. – Kiss Sándor Károly (Alexandre Kiss) magyar származású francia jogtudós, a nemzetközi környezetvédelmi jog tudósa, az MTA tagja († 2007)
- június 3. – Tony Curtis magyar származású amerikai színész († 2010)
- június 4. – Harag György színész, rendező († 1985)
- június 11. – Jean-Pierre Chabrol francia író († 2001)
- június 14. – Darvas Iván kétszeres Kossuth-díjas magyar színművész, a nemzet színésze († 2007)
- június 20. – Kovács András Kossuth- és kétszeres Balázs Béla-díjas magyar filmrendező († 2017)
- június 23. – Oliver Smithies Nobel-díjas angol születésű amerikai genetikus († 2017)
- június 29. – Giorgio Napolitano olasz politikus, köztársasági elnök († 2023)
- július 3. – Vitányi Iván szociológus, politikus († 2021)
- július 5. – Ábel Jakab kenus († 1946)
- július 6. – Bill Haley amerikai gitáros, énekes, az egyik első rock and roll előadó († 1981)
- július 9. – Keres Emil Kossuth-díjas magyar színművész († 2016)
- július 17. – Nagy László, Kossuth-díjas magyar költő, műfordító († 1978)
- július 19. – Raksányi Gellért, Kossuth-díjas magyar színművész, a nemzet színésze († 2008)
- július 22. – Kilián József magyar építőmérnök, egyetemi oktató († 1976)
- július 28. – Klein György (Georg Klein) magyar származású svéd sejtbiológus, immunológus, esszéíró, az MTA tagja († 2016)
- augusztus 2. – Vámosi János magyar táncdalénekes († 1997)
- augusztus 14. – Kemény István magyar szociológus († 2008)
- augusztus 21. – Géczy Barnabás magyar paleontológus († 2022)
- augusztus 22. – Keller András nagy-britanniai magyar fizikokémikus, polimerfizikus, az MTA tagja († 1999)
- augusztus 25. – Giacomo Rossi Stuart olasz színész († 1994)
- szeptember 8. – Peter Sellers brit színész, komikus († 1980)
- szeptember 16. – B. B. King bluesgitáros († 2015)
- szeptember 19. – Abai György építészmérnök († 1974)
- szeptember 20. – Würtzler Arisztid magyar–amerikai hárfaművész, hárfatanár, zeneszerző  († 1997)
- szeptember 24. – Kovács György hidrológus, vízgazdálkodási mérnök, az MTA tagja († 1988)
- október 4. – Kállai Ferenc Kossuth-díjas magyar színművész, a nemzet színésze († 2010)
- október 13. – Margaret Thatcher, Nagy-Britannia miniszterelnöke († 2013)
- október 14. – Kispéter András irodalomtörténész, kritikus († 2009)
- október 16. – Angela Lansbury angol színésznő († 2022)
- október 25. – Liska Tibor Széchenyi-díjas közgazdász († 1994)
- november 7. – Pál Lénárd Kossuth-díjas fizikus, matematikus, az MTA tagja († 2019)
- november 10. – Richard Burton Golden Globe-díjas brit színész († 1984)
- november 17. – Rock Hudson Golden Globe-díjas amerikai színész († 1985)
- november 18.
  - Vavrinecz Béla magyar zeneszerző, karmester, zenei vezető († 2004)
  - Farkas Gizella tízszeres világbajnok asztaliteniszező († 1996)
- november 20. – Robert F. Kennedy amerikai politikus, igazságügyminiszter († 1968)
- november 22. – Gyertyán Ervin József Attila-díjas magyar író, Balázs Béla-díjas filmesztéta, irodalomtörténész († 2011)
- november 24. – Balázs Sándor magyar kertészmérnök, egyetemi tanár († 2016)
- november 26. – Eugene Istomin amerikai zongoraművész († 2003)
- november 27. – Marshall Thompson amerikai színész  († 1992)
- november 28.
  - Bozsik József magyar labdarúgó († 1978)
  - Gloria Grahame Oscar-díjas amerikai színésznő  († 1981)
- november 29. – Ernst Happel osztrák labdarúgó, sportvezető († 1992)
- december 4. – Tassi Géza építőmérnök, egyetemi tanár († 2021)
- december 5. – Toma András az utolsó magyar hadifogoly († 2004)
- december 8. – Sammy Davis Jr. amerikai színész, énekes († 1990)
- december 13. – Gyenge Árpád magyar színész († 1979)
- december 20. – Goldoványi Béla olimpiai bronzérmes, Európa-bajnok atléta († 1972)
- december 22. – Makk Károly Kossuth-díjas magyar filmrendező, a nemzet művésze († 2017)
- december 23. – Pap János kommunista politikus, belügyminiszter († 1994)
- december 29. – Szondy István olimpiai bajnok magyar öttusázó († 2017)

## Halálozások
- február 5. – Antti Amatus Aarne finn mesekutató (* 1867)
- február 10. – Aristide Bruant, francia kabaré-énekes, színész, költő (* 1851)
- február 24. – Hjalmar Branting svéd szociáldemokrata politikus (* 1860)
- február 28. – Friedrich Ebert német államfő[23] (* 1871)
- március 30. – Rudolf Steiner, osztrák filozófus, író, dramaturg, tanár, az antropozófia megalkotója (* 1861)
- április 8. – Karl von Pflanzer-Baltin osztrák katonatiszt (* 1855)
- július 1. – Erik Satie, francia zeneszerző és zongoraművész (* 1866)
- július 26. – Friedrich Ludwig Gottlob Frege, német matematikus, filozófus (* 1848)
- augusztus 20. – Ignazio Panzavecchia máltai pap, politikus (* 1855)
- augusztus 25. – Franz Conrad von Hötzendorf, osztrák katonatiszt, császári és királyi tábornagy, vezérezredes (* 1852)
- október 14. – Stetka Gyula, festőművész (* 1855)
- december 3. – Gyárfás Jenő, magyar író, festő és grafikus (* 1857)
- december 4. – Ferenczy József, festőművész (* 1866)
- december 16. – Cserzy Mihály, író (* 1865)

## Nobel-díjasok
- A Nobel-díjat a svéd Alfred Nobel alapította, 1901 óta adják át, melyet a Svéd Királyi Tudományos Akadémia ítél oda a tudomány, az irodalom és humanitárius területen kimagasló eredményt elért magánszemélyeknek, illetve intézményeknek.

| Fizikai            | James Franck, Gustav Ludwig Hertz, német fizikusok                                             |
| Kémiai             | Zsigmondy Richárd magyar származású osztrák kémikus                                            |
| Orvosi-fiziológiai | nem adták ki                                                                                   |
| Irodalmi           | George Bernard Shaw, angol író                                                                 |
| Béke               | Sir Austen Chamberlain brit külügyminiszter és Charles Gates Dawes amerikai politikus, alelnök |